# Dysdera hungarica subalpina
Dysdera hungarica là một phân loài nhện trong họ Dysderidae.
Loài này thuộc chi Dysdera. Dysdera hungarica subalpina được miêu tả năm 1992 bởi Dunin.